# William A. Owens
William A. Owens (Pin Hook, 2 novembre 1905 – 9 dicembre 1990) è stato uno scrittore e insegnante statunitense.
Nato in Texas, studiò all'università dell'Iowa e qui terminò gli studi nel 1941. In séguito insegnò in varie università, tra cui quella del Texas. Le sue opere principali sono Walking on Borrowed Land e  This Stubborn Soil.